# Mount Jackson (New Hampshire)
Der Mount Jackson ist ein Berg im Coos County in New Hampshire. Der Berg wurde nach Charles Thomas Jackson, einem Geologen in New Hampshire im 19. Jahrhundert benannt und ist Teil der Presidential Range der White Mountains. Im Norden des Berges liegt Mount Pierce, im Südwesten Mount Webster.
Der Appalachian Trail, ein 3.500 km langer National Scenic Trail von Georgia nach Maine, überquert den Gipfel, wobei er über den Bergrücken der Presidential Range vom Crawford Notch zum Gipfel des Mount Washington verläuft. Der Mount Jackson liegt westlich der Dry River Wilderness.